# 苹果猪笼草
苹果猪笼草（学名：Nepenthes ampullaria）是一种分布广泛的猪笼草。其存在于在婆罗洲、摩鹿加群岛、新几内亚、西马来西亚、新加坡、苏门答腊和泰国。其种加词来源于拉丁文“ampulla”，意为“烧瓶”。
与其他物种的区别在于其食虫性已退化，并已具有部分的食腐性，转为以捕虫笼收集和消化落叶。因此素食性使得相當多的生物居住其中，形成特殊的共生關係，而這些生物有時能提供氮源。

## 蘋果豬籠草的中文名的由來
1990年代，有一位台灣的栽培者接受園藝雜誌的採訪，記者要求提供豬籠草的俗名，這位栽培者脫口而說出「就叫蘋果豬籠草吧！」因為從某個角度看起來像蘋果，於是雜誌刊登這篇報導後，這種豬籠草就叫作蘋果豬籠草了。

## 植物学史

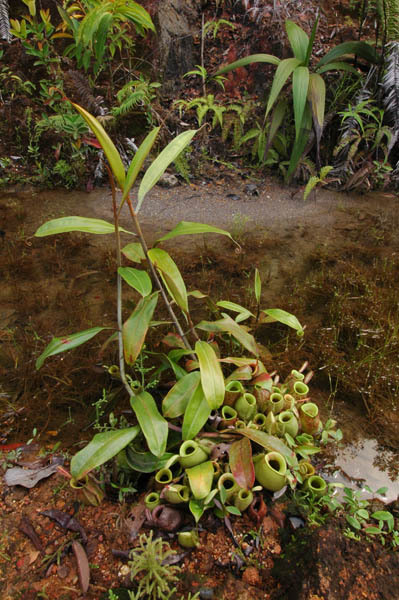
苹果猪笼草的攀援茎和地面笼

苹果猪笼草的捕虫笼形态和生长习性均十分独特，与其余同属植物具有显著的不同。弗朗西斯·欧内斯特·劳埃德翻译了特罗尔（Troll）在1932年对苹果猪笼草的描述：
|  | 在苏门答腊以西的西比路岛上，我在一个沼泽森林的大量植被中发现了苹果猪笼草。这真是一个令人难以置信又难忘的景象。在藤蔓织成的大网中，独特形态的捕虫笼散发着微光，它们一簇簇地生长着；而更令人惊叹的是，在长满苔藓的淤泥中，点缀着一个又一个地面笼，油然一片广阔的地毯。 |

## 形态特征
苹果猪笼草的茎呈淡棕色，可以攀爬至15米的高处。植株生长到一定程度后倒伏，由植株基本再生长出侧芽，使其呈丛状。
苹果猪笼草的叶片呈浅绿色，可长达25厘米，宽至6厘米。笼蔓可长达15厘米。 
苹果猪笼草水罐状的捕虫笼一般都很小，很少超过10厘米高，7厘米宽。唇大大内趋，内缘部分约占截面表面总长度的85%。上位笼十分罕见，且其尺寸远小于下位笼。笼盖后翻，不具遮雨功能。捕虫笼的颜色为浅绿色至深红色；据记录。苏门答腊和西马来西亚的苹果猪笼草几乎都为全绿色或为绿底红斑；全红的苹果猪笼草大多只存在于婆罗洲。在新几内亚曾记录到具巨大捕虫笼的苹果猪笼草。
苹果猪笼草的花序为密集的圆锥花序。它是在苏门答腊和西马来西亚发现的唯一有着圆锥花序的猪笼草属植物。
苹果猪笼草幼株的各个部位均长有密集的棕色短毛，但成株的毛被除了花序部分都很稀疏。

## 原生地
苹果猪笼草是猪笼草属内分布较为广泛的物种之一，其存在于婆罗洲、摩鹿加群岛、新几内亚、马来西亚半岛、新加坡、苏门答腊、泰国。其也存在于周围许多小型岛屿中，包括邦加島、望加丽岛、兰塔岛、达鲁岛、浮罗交怡、孟德尔岛、明打威群島（西比路島）、美兰地群岛（巴東島、朗桑島、直名丁宜島）、尼亞斯島、槟榔屿、廖内群岛（林加群島、納土納群島、廖内岛）、魯帕島
苹果猪笼草一般生长在海拔1200米或2100米以下的潮湿阴凉的森林中。在婆罗洲，苹果猪笼草主要分布在海拔0至1000米相对平坦的巽他荒原森林、泥炭沼泽森林和退化沼泽林（degraded swamp forest）中。
在苏门答腊和西马来西亚，苹果猪笼草生长于海拔1100米以下荒原森林的平坦地带、巴丹疏林（“巴丹”即，在马来语中意为“平原”）、贝鲁卡（矮灌木林）、泥炭沼泽林、退化沼泽森林以及浅水区域中。
在新几内亚，苹果猪笼草主要生长在南洋杉林中。亦曾发现于次生林、开放小型叶植被和低湿地植被中。

## 食虫性

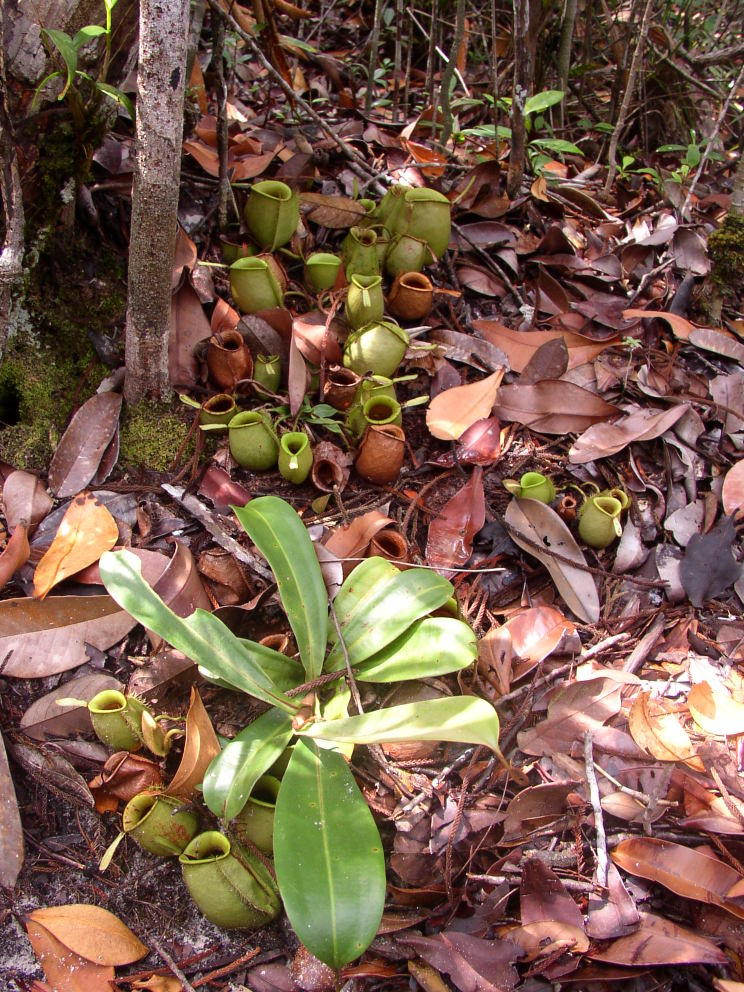
苹果猪笼草的捕虫笼非常适于接住落叶

苹果猪笼草与其他猪笼草相比，其捕获猎物的数量极少，捕虫笼内多为其他植物的落叶。因此，其被认为是靠吸收捕虫笼内腐败有机质释放的营养素而获取营养，由此看来，苹果猪笼草已拥有部分的食腐性。
苹果猪笼草已进化出了多种适应获得落叶的特征：
- 在猪笼草属中，苹果猪笼草是少数几种捕虫笼中缺少“新月形”细胞的物种。[19][20]这些经过形态改变的气孔保卫细胞，被认为可以让昆虫更加容易地滑入笼中。[12]
- 不同于其他猪笼草，苹果猪笼草的笼盖较小，且是向内翻折的，有助于落叶直接落入笼中。[15]
- 在捕食昆虫时起到重要作用的蜜腺已经极为罕见，某些变型的笼盖上甚至已经完全消失。[15]
- 与其他物种相比，唇上的蜜腺也大量减少。[15]
- 在地面笼中，腺体区几乎延伸到了唇，而唇上只有少量或几乎没有蜡质区，[13][20][21][22][23]而蜡质区的作用是使昆虫滑落入笼中的消化液里。[15]
- 苹果猪笼草具有猪笼草属中是十分少见的地下茎，让捕虫笼可以如同地毯一般覆盖住土壤，扩大了接住落叶的区域范围。[15]
- 苹果猪笼草的捕虫笼可以维持相对较长时间不枯萎，因为该物种有赖于逐步积累吸收到的营养素。[15]
- 一些猪笼草底内动物，如孑孓，被认为能够促进落叶的分解，并通过排泄铵离子的方式为植物转化出可利用的氮。一些分解落叶的细菌也可以帮助产生铵离子。[15]
- 苹果猪笼草的捕虫笼也是一部分水生生物的繁殖场所。

这些叶片为它的生长提供了大量的营养。实验表明，生长于森林树冠下（有落叶供给）的苹果猪笼草，其叶内氮-15的丰度要远低于没有落叶供给的同类。然而，前者总体的氮浓度却高于生长于空旷地带的后者。2003年的研究估算，生长于森林树冠下的苹果猪笼草，其叶内有35.7%（±0.1%）的氮素来自落叶。2011年的研究发现，苹果猪笼草叶片42.7%（±5.5%）和捕虫笼54.8%（±7.0%）的氮素来源于落叶，这表明食腐可增加叶片的净光合速率。

## 底内生物
在苹果猪笼草的捕虫笼内已记录到了59种底内生物。已知最小的旧大陆蛙——猪笼草姬蛙（Microhyla nepenthicola）和一种蟹蛛——猪笼草花蛛（Misumenops nepenthicola），生存于苹果猪笼草的捕虫笼中。

## 种下类群

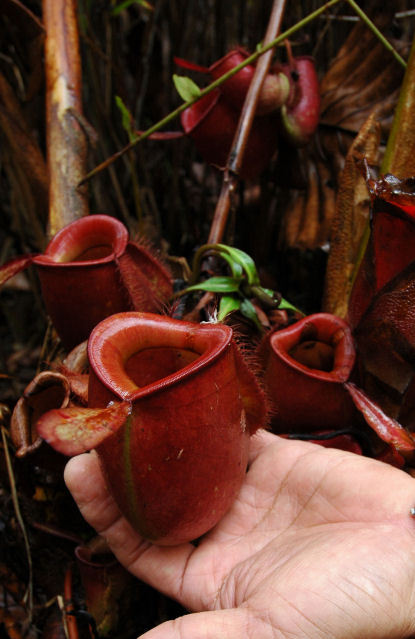
苹果猪笼草的红色变型

记载中最常见的变种是发现于沙捞越的总状苹果猪笼草（N. ampullaria var. racemosa），其具有总状花序。B·H·丹瑟将其余视为非重要的变种。已发表的品种包括：
- N. ampullacea var. picta Hort.Parker ex Rafarin (1869)
- N. ampullacea var. vittata Hort.Van Houtte ex Rafarin (1869)
- N. ampullaria var. geelvinkiana Becc. (1886)
- N. ampullaria var. guttata D.Moore (1872)[29]
- N. ampullaria var. longicarpa Becc. (1886)
- N. ampullaria var. microsepala Macfarl. (1911)
- N. ampullaria var. papuana Becc. in sched. nom.nud.
- N. ampullaria var. racemosa J.H.Adam & Wilcock (1990)
- N. ampullaria var. viridis Hort. ex Teijsm. (1859)[30]nom.nud.
- N. ampullaria var. vittata-major Mast. (1872)[31]

## 自然杂交种
苹果猪笼草每年开花一至两次，花期数周。它的花期与其他许多猪笼草属植物吻合，因此它很容易和其他种形成自然杂交种。以下为已发现的自然杂交种。
- N. albomarginata × N. ampullaria[13]
- N. ampullaria × N. bicalcarata[13]
- N. ampullaria × N. eustachya[3]
- N. ampullaria × N. gracilis [=N. × trichocarpa][13]
- (N. ampullaria × N. gracilis) × N. bicalcarata [=N. × trichocarpa × N. bicalcarata]
- N. ampullaria × N. hemsleyana[32]
- N. ampullaria × N. hirsuta[13]
- N. ampullaria × N. mirabilis [=N. × kuchingensis, Nepenthes cutinensis][13]
- N. ampullaria × N. neoguineensis[3]
- N. ampullaria × N. rafflesiana [=N. × hookeriana][13][33]
- ? (N. ampullaria × N. rafflesiana) × N. mirabilis [=N. × hookeriana × N. mirabilis][34]
- N. ampullaria × N. reinwardtiana[15]
- N. ampullaria × N. spathulata[35]
- N. ampullaria × N. tobaica[15]

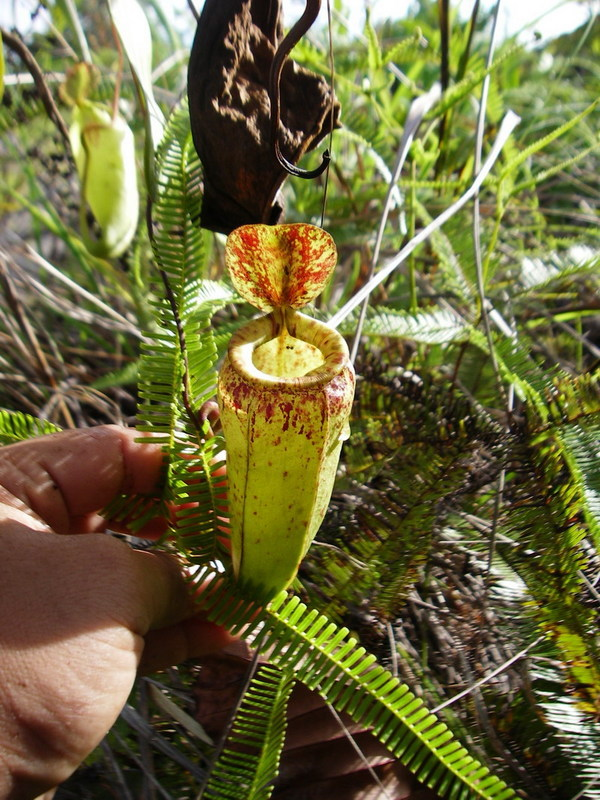
苹果猪笼草与真穗猪笼草的自然杂交种
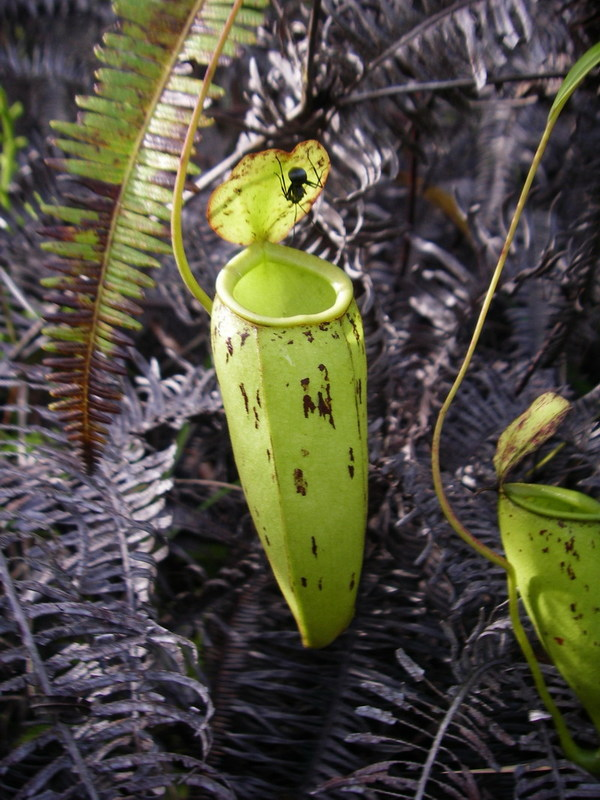
毛果猪笼草
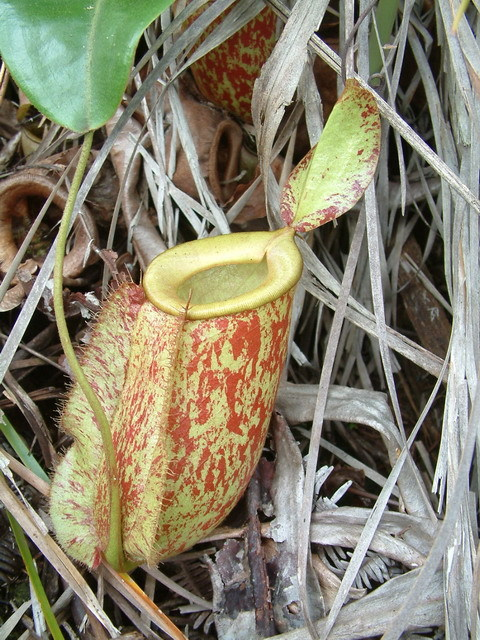
苹果猪笼草与新几内亚猪笼草的自然杂交种
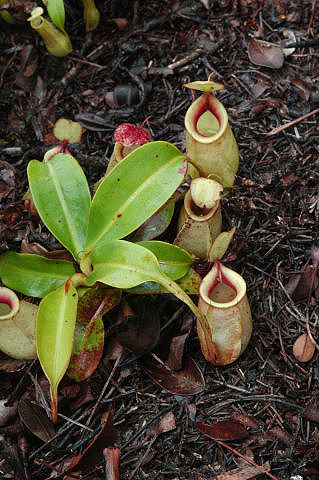
虎克猪笼草

## 扩展阅读
- 食虫植物照片搜寻引擎中苹果猪笼草的照片 （页面存档备份，存于）

 维基共享资源上的相關多媒體資源：苹果猪笼草
 維基物種上的相關：苹果猪笼草